# کاناداز گات تلنت
کاناداز گات تلنت به انگلیسی:(Canada's Got Talent) از سری مجموعه‌های استعداد یابی گات تلنت است که برای کشور کانادا ساخته شده‌است که از شبکه سیتی‌تی‌وی پخش می‌شود. ارم این برنامه به جای تقلید از ارم امریکاز گات تلنت از نسخه بریتانیایی ان بریتینز گات تلنت الهام گرفته‌است.